# Weisachgrund
Weisachgrund war eine Gemeinde im Landkreis Erlangen-Höchstadt, Mittelfranken, Bayern.

## Geschichte
Die Gemeinde Weisachgrund (benannt nach der Weisach, einem linken Zufluss der Aisch bei Uehlfeld, bzw. der Kleinen Weisach, dem linken Aisch-Zufluss bei Lonnerstadt) entstand am 1. Januar 1972 durch den Zusammenschluss der bis dahin selbständigen Gemeinden Dutendorf, Frickenhöchstadt und Kleinweisach. Frimmersdorf kam am 1. Januar 1974 hinzu.
Die neue Gemeinde gehörte zunächst zum Landkreis Höchstadt an der Aisch. Bei dessen Auflösung am 1. Juli 1972 wechselte sie in den vergrößerten Landkreis Erlangen, der am 1. Mai 1973 amtlich in Landkreis Erlangen-Höchstadt umbenannt wurde.
Am 1. Mai 1978 wurde die Gemeinde aufgelöst und in den Markt Vestenbergsgreuth eingegliedert.

## Einwohnerzahlen der ehemals selbständigen Gemeinden (1970)
Die Daten entstammen dem Ergebnis der Volkszählung am 27. Mai 1970.
| Ehemalige Gemeinde | Einwohner (1970) |
| ------------------ | ---------------- |
| Dutendorf          | 110              |
| Frickenhöchstadt   | 52               |
| Frimmersdorf       | 295              |
| Kleinweisach       | 439              |